# Kusín
Kusín é um município da Eslováquia, situado no distrito de Michalovce, na região de Košice. Tem 9,8 km² de área e sua população em 2018 foi estimada em 341 habitantes.

## Demografia
| Ano:        | 1994 | 2004   | 2014   | 2024   |
| ----------- | ---- | ------ | ------ | ------ |
| Broj ljudi: | 362  | 363    | 338    | 355    |
| Razlika:    |      | +0,27% | -6,88% | +5,02% |

| Ano:               | 2023 | 2024   |
| ------------------ | ---- | ------ |
| Número de pessoas: | 364  | 355    |
| Diferença:         |      | -2,47% |